# Kavita K. Barjatya
Kavita K. Barjatya (Mumbai, 12 novembre 1977) è una produttore cinematografico indiano.
Figlia di Shri Kamal Kumar Barjatya, amministratore delegato della Rajshri Productions, è anche la nipote del leggendario produttore Tarachand Barjatya, che fondò il gruppo nel 1947. La sua carriera nell'industria dell'intrattenimento inizia con Main Prem Ki Diwani Hoon, dove assiste suo cugino Sooraj R. Barjatya.
Nel 2004 Kavita Barjatya rilancia la Rajshri nel settore televisivo, da cui era uscita nel 1984 e gestisce la nuova divisione per otto anni, producendo show come Woh Rehne Waali Mehlon Ki, Yahaaan Main Ghar Ghar Kheli e Do Hanson Ka Jodaa. Nel 2014 produce il suo primo film, Samrat & Co.